# اتانازی در سوئیس
در سوئیس، در مجموع ۷۴۲ مورد خودکشی کمکی (۳۲۰ مرد، ۴۲۲ زن) در سال ۲۰۱۴ ثبت شد، در مقایسه با ۱٬۰۲۹ خودکشی بدون کمک (۷۵۴ مرد و ۲۷۵ زن)؛ اکثر موارد خودکشی کمکی افراد سالمند مبتلا به بیماری لاعلاج هستند.
سازمان‌های اتانازی به‌طور گسترده توسط خارجی‌ها مورد استفاده قرار گرفته‌اند، در حالی که منتقدان آن را گردشگری خودکشی نامیده‌اند. از سال ۲۰۰۸، ۶۰ درصد از کل موارد خودکشی کمکی توسط سازمان دیگنیتاس، آلمانی‌ها بوده‌اند.